# Leonie Krump
Leonie Krump (* 30. Juni 2004 in Prüm) ist eine deutsche Fußballspielerin, die seit 2023 für die SG 99 Andernach spielt.

## Leben
Krump schloss 2023 ihr Abitur am Regino-Gymnasium Prüm ab.

## Karriere
Krump gehörte in ihrer Jugendzeit zuletzt von 2019 bis 2021 der B-Jugendmannschaft des 1. FC Köln in der Staffel West/Südwest der B-Juniorinnen-Bundesliga an und kam vom 31. August 2019 bis zum 14. Oktober 2020 in insgesamt 18 Punktspielen zum Einsatz, in denen ihr zwei Tore gelangen.
Im März 2021 gehörte sie – noch als B-Jugendspielerin – dem Kader der ersten Mannschaft am 4. und 5. Spieltag der 2. Bundesliga Süd an, wurde jedoch nicht eingesetzt. Bei der 0:6-Niederlage im Auswärtsspiel gegen den FC Bayern München am 6. März 2022 (15. Spieltag) – ihr Verein war inzwischen in die Bundesliga aufgestiegen – wurde sie in der ersten Minute der Nachspielzeit für Eunice Beckmann eingewechselt.
Für die zweite Mannschaft des 1. FC Köln bestritt sie ihre ersten zwei Punktspiele im Seniorinnenbereich bereits am 6. und 13. Juni 2021 in der drittklassigen Regionalliga West. In der Folgesaison wurde sie in 26 Punktspielen eingesetzt, in denen sie zwei Tore erzielte, zur Meisterschaft beitrug und zwei Aufstiegsspiele gegen den 1. FC Saarbrücken, Meister der Regionalliga Südwest, bestritt, die über den Aufstieg in die 2. Bundesliga entschieden. In dieser Spielklasse vertreten, bestritt sie alle 26 Saisonspiele, in denen ihr vier Tore gelangen.
Zur Saison 2023/24 wurde sie vom Zweitligisten SG 99 Andernach verpflichtet, für den sie zum Saisonauftakt am 20. August 2023 beim 2:0-Sieg im Auswärtsspiel gegen den FC Ingolstadt 04 mit dem Treffer zum 1:0 in der 22. Minute gleich das erste Saisontor erzielte.

## Erfolge
- Meister Regionalliga West 2022 und Aufstieg in die 2. Bundesliga
- Finalist B-Juniorinnen-Meisterschaft 2018
- Europameister mit der Polizei-Nationalmannschaft der Frauen. 22.06.2025